# Q-koorts
Q-koorts is een bacteriële infectieziekte die kan worden overgedragen van dieren op mensen, een zoönose. Deze wordt veroorzaakt door de intracellulair levende, gramnegatieve bacterie Coxiella burnetii. De bacterie kan lang buiten de gastheer in leven blijven en ook na jaren nog dieren en mensen besmetten. De ziekte komt over de hele wereld voor. In Nederland werden jaarlijks ongeveer vijftien besmettingen bij de mens geregistreerd, maar vanaf 2007 begon dat aantal sterk te stijgen. Medio 2011 leek de uitbraak in Nederland voorbij omdat zo goed als geen nieuwe patiënten meer gemeld werden. Naar schatting 100.000 personen waren toen besmet geraakt en ten minste 25 van hen zijn overleden aan de ziekte. Eind mei 2016 werd echter bekend dat er zeker 74 doden zijn als gevolg van Q-koorts. In België komt deze ziekte in beperkte mate voor.

## Geschiedenis
De ziekte is voor het eerst beschreven door Edward Holbrook Derrick in 1935 bij medewerkers in een slachthuis in Brisbane, Queensland, Australië. Omdat de oorzaak van de ziekte toen nog niet bekend was, werd deze de query fever genoemd (vandaar 'Q-koorts'). In 1937 werd de bacterie voor de eerste keer geïsoleerd door Frank Macfarlane Burnet en Mavis Freeman als een Rickettsia-soort. Zij gebruikten voor het isoleren van de bacterie cavia's die geïnjecteerd waren met urine en bloedmonsters van patiënten uit het onderzoek van Derrick. Herald Rea Cox en Davis isoleerden in 1938 het pathogeen uit teken in Montana, Verenigde Staten en beschreven de overdracht van de ziekte. Dit gebeurde tijdens een onderzoek naar Rocky Mountain spotted fever. Tijdens een proef met teken viel op dat cavia's die gebeten waren door de teken wel ziek werden, maar geen Rocky Mountain spotted fever kregen. Het ging dus om Q-koorts. De bacterie kreeg eerst de naam Rickettsia burnetii, maar in 1938 opperde Cornelius B. Philip de nieuwe Coxiella. De naam Coxiella burnetii doet eer aan zowel Cox als Burnet die beiden de bacterie wisten te isoleren.

## Besmetting bij de mens

### Wijze van besmet worden
De mens kan niet alleen besmet worden door koeien, schapen en geiten, maar ook door honden, katten, vogels en teken. Besmetting kan optreden door inademing van besmet stof van stallen, weilanden, ruwe wol en dierenhuiden, door direct contact met besmette dieren en door het nuttigen van besmette rauwe melk of onvoldoende verhit besmet vlees. Met name het verwaaien van ingedroogde en op weilanden uitgereden mest zou zorgen voor verspreiding van de bacteriën naar de mens. C. burnetii is zeer besmettelijk, bij cavia's is een LD50 vastgesteld van één tot tien bacteriën, dit aantal is genoeg om een mens te besmetten. Eén enkele bacterie kan al voldoende zijn om de ziekte te veroorzaken bij gevoelige  personen. De incubatietijd is gemiddeld twintig dagen maar kan variëren van 14 tot 39 dagen.

### Ziekteverschijnselen
Besmetting leidt in ongeveer 60% van de gevallen niet tot ziekteverschijnselen, bij de overige 40% komt het tot griepachtige verschijnselen zoals koorts, hevige hoofdpijn, koude rillingen, zweten, spierpijn, misselijkheid en braken, diarree of een verlaagde hartslag. Allerlei complicaties zijn mogelijk, waaronder endocarditis. Na een tot twee weken treedt gewoonlijk herstel op. Zwangere vrouwen en mensen met een lage weerstand hebben een verhoogd risico op ziekteverschijnselen en op een zwaarder verloop. 

#### Chronische Q-koorts
Bij ongeveer 2% van de mensen die besmet zijn geraakt, ontwikkelt zich een chronische variant van de ziekte. 
Daarbij blijft de bacteriële infectie langere tijd aanwezig en veroorzaakt een langdurige ontstekingsreactie. Meestal geeft dit slecht vage klachten, maar er kunnen ook complicaties aan hart en bloedvaten ontstaan, met in sommige gevallen overlijden tot gevolg.
Bij onderzoek van de GGD in Noord-Brabant bleek dat een kwart van de vrouwelijke patiënten na een jaar nog klachten had. Voor mannen was dit 15%. 

#### Q-koortsvermoeidheidssyndroom
Volgens het RIVM wordt geschat dat bij ongeveer 20% van de patiënten die acute Q-koorts hebben gehad, Q-koortsvermoeidheidssyndroom (QVS) ontstaat. Dit is een post-acuut infectiesyndroom, waarbij langere tijd ernstige klachten blijven bestaan, ondanks dat de infectie voorbij is. Mensen met QVS hebben last van ernstige vermoeidheid, in combinatie met andere klachten. Vaak voorkomende klachten zijn:
- niet uitgerust wakker worden,
- meer klachten na inspanning,
- minder goed kunnen concentreren of herinneren,
- hoofdpijn,
- spierpijn,
- pijn aan de gewrichten,
- keelpijn,
- pijnlijke lymfeklieren,
- depressie.

### Diagnose
Het stellen van de diagnose Q-koorts wordt gedaan door huisarts of specialist, op basis van bloedonderzoek naar afweerstoffen tegen de Q-koortsbacterie, of naar de reactie van bloedcellen op de bacterie. Bij bloedonderzoek naar afweerstoffen is het belangrijk dat deze meer dan een keer wordt uitgevoerd, met voldoende tussentijd, zodat een stijging van de hoeveelheid afweerstoffen kan worden aangetoond. Gebeurt dit niet dan is de kans groot dat ten onrechte Q-koorts wordt gediagnosticeerd. Bij een cellulaire test is een keer voldoende omdat gekeken wordt naar de reactie van geheugencellen op afgedode Coxiella bacteriën. De productie van het eiwit interferon-gamma is maatgevend.

### Behandeling met geneesmiddelen
De behandeling van een acute besmetting gebeurt meestal met antibiotica gedurende twee tot drie weken. Gebruikte antibiotica zijn chinolonen, (zoals ciprofloxacine en ofloxacine), tetracycline, macroliden en eventueel ook doxycycline, chlooramfenicol, en hydroxychloroquine. De behandeling van de chronische geschiedt met de combinatie van het antibioticum doxycycline en het middel hydroxychloroquine gedurende 6 tot 12 maanden.
Na de ziekte doorgemaakt te hebben is men meestal langdurig immuun. Van de chronische vorm is echter bekend dat in sommige gevallen de ziekte ook na tien of twintig jaar nog kan terugkomen.

### Biologische oorlogvoering
De Verenigde Staten onderzocht rond 1955 de Q-koorts-bacterie als een mogelijk wapen voor biologische oorlogvoering. Q-koorts is besmettelijk en zeer stabiel in aerosolen in een breed temperatuurbereik. Het micro-organisme kan tot 60 dagen zelfstandig overleven. Het wordt mede als doeltreffend middel gezien omdat het aantal eenheden dat nodig is om een individu te infecteren erg laag is. Heden ten dage is het opgenomen op de lijst van bioterreurwapens van de Amerikaanse Centers for Disease Control and Prevention (CDC) en het Rijksinstituut voor Volksgezondheid en Milieu (RIVM)

## Uitbraak in Nederland
In 2007 vond er een uitbraak plaats in Nederland. Het was voor zover bekend de grootste ter wereld. In 2009 werd duidelijk dat de ziekte zich over een groot deel van Nederland had verspreid, in totaal zijn vierduizend ziektegevallen geregistreerd. Er zijn volgens de officiële telling ten minste 25 mensen aan de complicaties van Q-koorts overleden. Volgens het Rijksinstituut voor Volksgezondheid en Milieu is er bij de officiële cijfers sprake van onderschatting; de werkelijke cijfers zijn vrijwel zeker aanzienlijk hoger. Stichting Q-support stelde eind mei 2016 het dodental naar boven bij naar 74 doden.